# Ceroplophana modiglianii
Ceroplophana modiglianii är en skalbaggsart. Ceroplophana modiglianii ingår i släktet Ceroplophana och familjen Rutelidae.

## Underarter
Arten delas in i följande underarter:
- C. m. modiglianii
- C. m. borneensis
- C. m. hirasawai